# Fernandezina ilheus
Fernandezina ilheus is een spinnensoort uit de familie Palpimanidae. De soort komt voor in Brazilië.